# 아사노 아츠코
아사노 아츠코(Atsuko Asano, 1961년 3월 4일 ~ )는 일본의 배우이다.
아다치구에서 태어났다.

## 방송
- 이 세상에 쉬운일은 없다
- 리테이크
- 남자와 여자의 미스터리 시대극
- 청춘의 명곡 스토리
- 해피 리타이어먼트

## 영화
- 리테이크 (2016년)
- 남자와 여자의 미스터리 시대극 (2016년)
- 청춘의 명곡 스토리 (2016년)
- 굿바이 위험한 형사 (2016년)
- 해피 리타이어먼트 (2015년)
- 37.5℃의 눈물 (2015년)
- 학교의 계단 (2015년)
- 될 대로 되겠지 2 (2014년)
- 될 대로 되겠지 (2013년)
- 언젠가 태양이 비추는 곳에 (2013년)
- 타마미 - 아기의 저주 (2008년)
- 아직도 위험한 형사 (2005년) - 마야마 카요루 역
- 101번째 프로포즈 (1991년) - 카오루 역
- 자매언덕 (1985년)
- 게이샤 (1983년)
- 고교 대패닉 (1978년)